# Comisia Prodi
Comisia Prodi a fost Comisia Europeană din 1999 până în 2004. Condusă de Romano Prodi, a început lucru la 23 ianuarie 2000 după demisia Comisiei Santer. Termenul stabilit de ieșire din funcție, 31 octombrie 2004, a fost extins, când lista inițială de propuneri a Comisiei Barroso a fost retrasă.

## Istorie
Comisia a preluat mandatul la 13 septembrie 1999 ca urmare a scandalului și demisiei ulterioare a Comisiei Santer care a afectat reputația instituției. Colegiul a fost format din 20 de comisari care au crescut la 30 după extinderea Uniunii Europene în 2004.
Această comisie (a 10-a) a văzut în creșterea puterii și a influenței după Tratatul de la Amsterdam. Unii din mass-media au descris președintele Prodi drept primul "prim-ministru al Uniunii Europene" .
Pe lângă extindere Tratatul de la Amsterdam, Comisia Prodi a văzut de asemenea semnarea și aplicarea Tratatului de la Nisa, precum și încheierea și semnarea Constituției Europene: în care a introdus "metoda Convenției" de negociere. Prodi până în 2002, a ajuns ca euro  să fie moneda unică pentru 12 din cele 15 state membre ale UE . Cu toate acestea, organismul a fost criticat pentru lipsa de comunicare, lipsa de comunicare și lipsa impactului în ciuda evenimentelor majore precum extinderea și euro .
Comisia urma să părăsească funcția la 31 octombrie 2004, dar din cauza opoziției Parlamentului European față de Comisia Barroso propusă, care urma să o succede, a fost extinsă și în cele din urmă a ieșit din funcție la 21 noiembrie 2004.

## Comisarii
În momentul în care Comisia a preluat mandatul în 1999, au existat 20 de comisari, câte unul din fiecare stat membru și doi dintre cele mai mari cinci state (Italia, Franța, Germania, Spania și Regatul Unit).
În 2004 au fost 15 noi comisari, 5 care au înlocuit comisarii existenți care au demisionat înainte de sfârșitul mandatului lor și 10 din noile state membre care au aderat în acel an. Majoritatea acestor comisari au continuat să servească în următoarea Comisie Barroso.
Membrii din noile state au împărtășit un portofoliu cu un membru existent, în loc să creeze posturi noi sau să aibă comisari (vechi sau noi) fără portofoliu.

### Colegiul inițial
În afara lui Romano Prodi, care a fost Președintele Comisiei, inițial au mai existat 19 posturi care erau ocupate astfel:
- Neil Kinnock (Regatul Unit), Vice-Președinte, reforma Administrativă
- Loyola de Palacio (Spania), Vice-Președinte, Relația cu Parlamentul, Transport și Energie
- Joaquín Almunia (Spania), Afaceri Economice și Monetare
- Jacques Barrot (Franța), Politica Regională
- Frits Bolkestein (Olanda), Piața Internă, Impozite și Uniunea Vamală
- Philippe Busquin (Belgia), Cercetare
- David Byrne (Irlanda), Sănătate și Protecția Consumatorului
- Stavros Dimas (Grecia), Angajări și Afaceri Sociale
- Franz Fischler (Austria), Agricultură, Dezvoltare Rurală și Pescuit
- Pascal Lamy (Franța), Comerț
- Erkki Liikanen (Finlanda), Întreprinderi și Societatea Informației
- Mario Monti (Italia), Politica în Domeniul Concurenței
- Poul Nielson (Danemarca), Dezvoltare și Ajutor Umanitar
- Chris Patten (Regatul Unit), Relații Externe
- Viviane Reding (Luxemburg), Educație și Cultură
- Michaele Schreyer (Germania), Buget
- Günter Verheugen (Germania), Extindere
- António Vitorino (Portugalia), Justiție și Afaceri Interne
- Margot Wallström (Suedia), Mediu

### Noi comisari de la 1 mai 2004
Aceasta a fost augumentată la 1 mai 2004 de 10 comisari din statele care au aderat la Uniune la acea dată. Fiecare dintre aceștia au împărțit un portofoliu cu unul dintre comisarii vechi.
- Péter Balázs (Ungaria), Politică Regională
- Joe Borg (Malta), Dezvoltar și Ajutor Umanitar
- Jan Figel (Slovacia), Întreprinderi și Societatea Informației
- Dalia Grybauskaitė (Lituania), Educație și Cultură
- Danuta Hübner (Polonia), Comerț
- Siim Kallas (Estonia), Afaceri Economice și Monetare
- Sandra Kalniete (Letonia), Agricultură, Dezvoltare Rurală și Pescuit
- Marcos Kyprianou (Cipru), Buget
- Pavel Letička (Republica Cehă), Sănătate și Protecția Consumatorului
- Janez Potočnik (Slovenia), Extindere